# Ferocactus emoryi

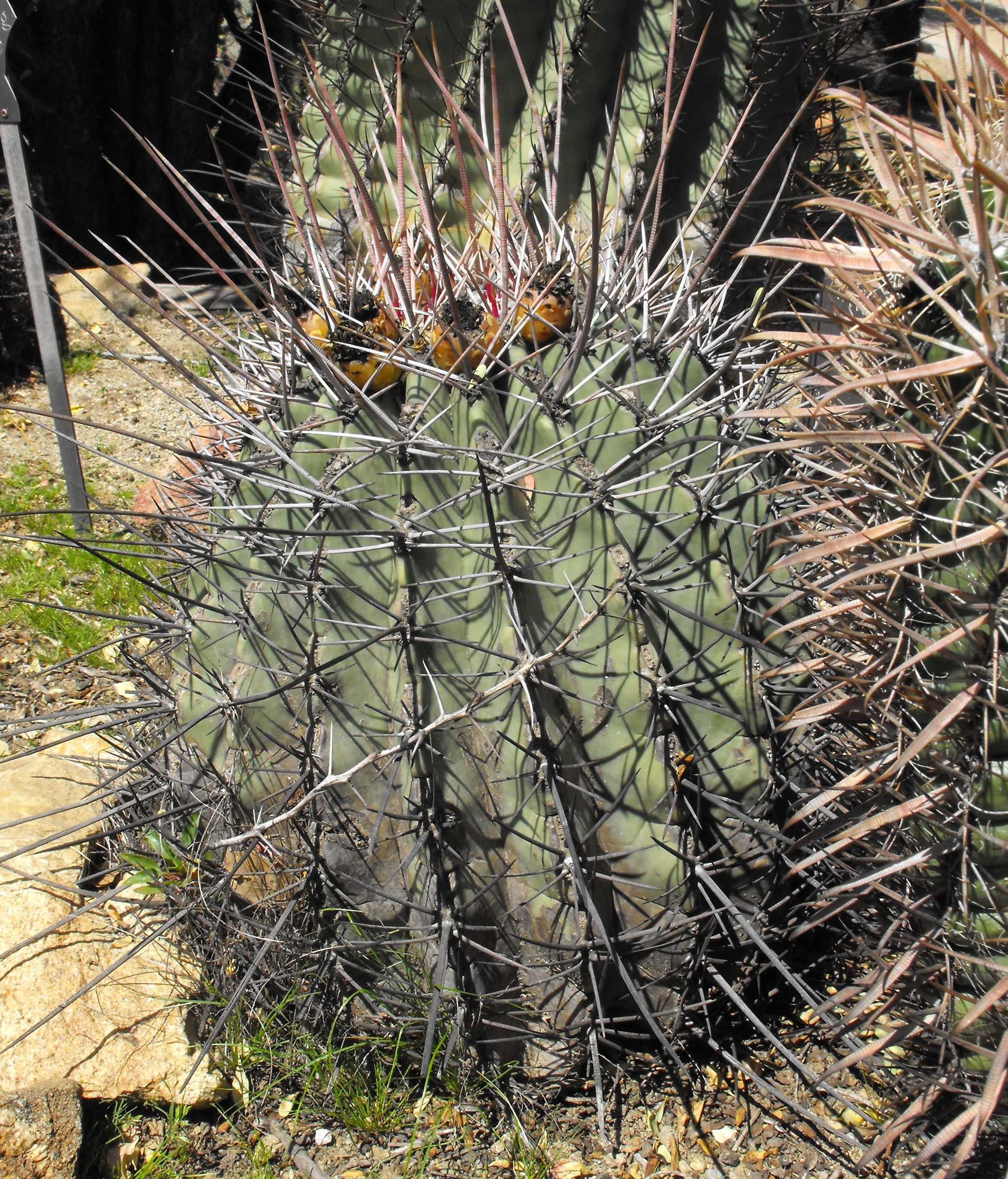
Ferocactus emoryi subsp. rectispinus

Ferocactus emoryi ist eine Pflanzenart aus der Gattung Ferocactus in der Familie der Kakteengewächse (Cactaceae). Das Artepitheton emoryi ehrt den US-amerikanischen Major William Hemsley Emory, der von 1850 bis 1854 für die Vermessungsarbeiten an der mexikanischen Grenze verantwortlich war. Englische Trivialnamen sind „Emory’s Barrel Kaktus“ und „Traveller’s Friend“.

## Beschreibung
Ferocactus emoryi wächst einzeln mit kugelförmigen bis zylindrischen, hellgrünen bis glauk-grünen Trieben und erreicht bei Durchmessern von 1 Meter Wuchshöhen von bis zu 2,5 Meter. Es sind 15 bis 30, manchmal auch mehr, Rippen vorhanden, die im jugendlichen Stadium deutlich gehöckert sind. Die Dornen sind weißlich bis rötlich gefärbt. Der einzelne, sehr kräftige Mitteldorn ist abgeflacht, gerade, gebogen oder hakig und wird 4 bis 10 Zentimeter lang. Die sieben bis neun Randdornen erreichen eine Länge von bis zu 6 Zentimeter.
Die breit trichterförmigen Blüten sind mahagonifarben, rot, rot mit gelb oder gelb. Sie erreichen eine Länge von bis zu 7,5 Zentimeter und weisen Durchmesser von 5 bis 7 Zentimeter auf. Die verkehrt eiförmigen bis länglichen Früchte sind bis 5 Zentimeter lang und reißen nicht mit einer basalen Pore auf.

## Verbreitung, Systematik und Gefährdung
Ferocactus emoryi ist in den Vereinigten Staaten im Bundesstaat Arizona sowie in den mexikanischen Bundesstaaten Sonora, Sinaloa und Baja California Sur verbreitet.
Die Erstbeschreibung als Echinocactus emoryi erfolgte 1848 durch George Engelmann. Charles Russell Orcutt stellte die Art 1926 in die Gattung Ferocactus.
Es werden die folgenden Unterarten unterschieden:
- Ferocactus emoryi subsp. emoryi
- Ferocactus emoryi subsp. covillei (Britton & Rose) D.R.Hunt & Dimmitt
- Ferocactus emoryi subsp. rectispinus (Engelm. ex J.M.Coulter) N.P.Taylor

In der Roten Liste gefährdeter Arten der IUCN wird die Art als „Least Concern (LC)“, d. h. als nicht gefährdet geführt.

## Nutzung
Von den Seri wird Ferocactus emoryi medizinisch genutzt. Junge Dornen verwenden sie zur Herstellung von Gesichtsfarben.

## Nachweise